# Совијеко (Салерно)
Совијеко је насеље у Италији у округу Салерно, региону Кампанија.
Према процени из 2011. у насељу је живело 134 становника. Насеље се налази на надморској висини од 376 м.